# Остров Октябрьской Революции
О́стров Октя́брьской Револю́ции — центральный остров архипелага Северная Земля (Россия). Административно относится к Таймырскому Долгано-Ненецкому району Красноярского края.

## География
Крупнейший остров архипелага площадью 13 708 км² (37 % от общей площади архипелага). Расположен в центральной части Северной Земли, с севера, запада и юга омывается Карским морем, с востока — морем Лаптевых. Отделён от острова Большевик проливом Шокальского (шириной 20-38 километров), а от островов Комсомолец и Пионер проливом Красной Армии (шириной 3-18 километров). Имеет слегка вытянутую с северо-запада на юго-восток форму длиной 170 километров и шириной до 130 километров.
Рельеф относится к платообразному с большим количеством высоких равнин.
Побережье острова неровное, изрезанное заливами и мысами. Крупнейшими заливами острова являются: в северной части — бухта Пятнистая, бухта Мостовая, бухта Базовая, бухта Островная, бухта Раздолье, бухта Собачья, бухта Красная, бухта Сказочная и фьорд Матусевича — крупнейший залив острова протяжённостью более 25 километров и шириной 3-10 километров, является самым активным местом образования айсбергов, в восточной части — бухта Закрытая, бухта Отдыха, бухта Медвежья и фьорд Марата, в южной части — бухта Удобная, бухта Плавная и залив Макарова, в западной части — залив Панфиловцев, залив Узкий и выходящая из него бухта Мутная, бухта Терпения, бухта Марсельезы, бухта Котёл, бухта Встречная и бухта Советская. Крупнейшие полуострова — Гусиный, Жилой, Парижской Коммуны и находящийся на нём полуостров Марсельезы.
Берега острова по большей части пологие, обрывы высотой до 20 метров встречаются в местах, где к морю выходят ледники Русанова и Университетский и во фьордах Матусевича и Марата.
На острове Октябрьской Революции находится 7 крупных ледников, которые занимают больше половины всей площади острова: Карпинского — самый крупный из них, Русанова, Университетский, Вавилова, Альбанова, Дежнёва и Малютка. На леднике Карпинского находится наивысшая точка острова и Северной Земли в целом — 963 метра (на старых картах максимальная высота была указана на 300 метров меньше). Ледники в основном имеют куполообразную форму, плавно понижающуюся, с обрывами лишь в местах выхода к морю. Сползающий в море ледник Вавилова за период с 2013 года по весну 2019 года потерял почти 11 процентов массы, или 9,5 млрд тонн льда. Скорость движения ледника — примерно 5 км в год.
Наивысшая не ледниковая точка острова — 847 метров находится также в районе ледника Карпинского. Средние высо́ты свободной ото льда территории острова 40-180 метров. Из крупных гор — гора Крепость (589 метров), гора Мира (592 метра), Чудная (526 метров), Базарная (590 метров), горы Туманные — горный хребет на востоке острова с тремя превышающими 600 метров возвышенностями. Большинство из крупных возвышенностей находятся в более гористой северо-восточной части острова.
На острове находится много относительно крупных рек. Самые длинные из них — Озёрная протяжённостью 64 километра (самая длинная река архипелага), Ушакова — 58 километров и река Большая — 42 километра. Значительных озёр на острове немного, самое крупное из них — озеро Фьордовое имеет площадь 57 км². Бо́льшую часть года водоёмы острова покрыты льдом.
Остров Октябрьской Революции — единственный из островов Северной Земли может представлять промышленную ценность в связи с найденными здесь золотыми россыпями.
По часовой стрелке от мыса Низкого в центральной части северного побережья острова Октябрьской Революции.
- Остров Высокий — остров длиной 4,3 километра и шириной до 2 километров в акватории пролива Красной Армии в 2,1 километра к северу от острова Октябрьской Революции между мысом Низким и мысом Ожиданий.
- Острова Разные — два острова в километре к востоку от мыса Ожиданий. Бо́льший имеет около 1,8 километра в длину, меньший — 600 метров.
- Остров Каштанки — узкий вытянутый остров длиной 2,4 километра в 700 метрах к северо-востоку от мыса Чулок на северном побережье острова Октябрьской Революции.
- Остров Часовой — малый остров в проливе Красной Армии приблизительно посередине между островами Октябрьской Революции и Комсомолец.
- Остров Новик — малый остров в 600 метрах к северу от мыса Гвардейцев в северо-восточной части острова Октябрьской Революции.
- Остров Воллосовича — в 700 метрах к востоку от острова Октябрьской Революции. Имеет около 1,7 километра в длину и 800 метров в ширину.
- Остров Трудный — остров круглой формы диаметром около одного километра у правого берега фьорда Матусевича.
- Остров Преграждающий — другой остров во фьорде Матусевича, имеет около 1,3 километра в диаметре.
- Остров Ближний — округлый остров диаметром 1,8 километра. Расположен в 300 метрах от мыса Фигурного на восточном берегу фьорда Матусевича.
- Остров Средний — малый остров у северо-восточного побережья острова Ближнего.
- Остров Косистый — вытянутый остров длиной около 2 километров в 2,1 километра к юго-востоку от острова Ближнего между мысами Фигурным и Сапог. Разделяет бухту Островную и бухту Раздолье.
- Остров Найдёныш — крупный остров в 1,8 километра к востоку от восточного побережья острова Октябрьской Революции. Имеет вытянутую с юга на север форму, расширяющуюся к северу. Длина острова — 15 километров, ширина — около двух километров в южной части и до 6 километров в северной.
- Остров Низкий — округлый остров диаметром около 1,5 километра в 900 метрах к северу от острова Найдёныш.
- Острова Матросские — два небольших острова в 1,2 километра к востоку от острова Найдёныш. Больший имеет около километра в диаметре, меньший — около 600 метров.
- Остров Сухой — круглой формы остров в 1,8 километра к юго-востоку от острова Найдёныш. Имеет почти 2 километра в диаметре.
- Остров Малыш — малый остров в 1,8 километра к югу от острова Найдёныш. Вытянутой формы около километра в длину.
- Остров Арнгольда — относительно крупный, 5,5 километра в длину и до 3,3 км в ширину, остров в 2,7 километра к востоку от острова Октябрьской Революции.
- Остров Пирожок — малый остров в 700 метрах к северу от острова Арнгольда. Порядка 200 метров в длину.
- Острова Кошки — два острова в 2,7 километрах к востоку от острова Октябрьской Революции, в 5 километрах к северу от острова Арнгольда. Более крупный имеет 2,3 километра в длину, меньший — 750 метров.
- Остров Сторожевой — овальной формы остров длиной 3,5 километра в двух километрах к северу от мыса Афонина на восточном побережье острова Октябрьской Революции в районе бухты Медвежьей.
- Острова Бурунные — два небольших острова в 5 километрах к югу юго-восточного окончания острова Октябрьской Революции.
- Остров Незаметный — небольшой круглый остров диаметром около 700 метров. Расположен в 500 метрах к югу от острова Октябрьской Революции.
- Остров Свердлова — относительно крупный остров в 500 метрах от юго-восточного берега острова Октябрьской Революции. Имеет 3,5 километра в длину и 2 километров в ширину.
- Остров Хлебный — малый остров в 3,3 километра к юго-востоку от острова Свердлова. Имеет вытянутую форму около 700 метров в длину.
- Остров Хитрый — небольшой остров длиной 800 метров в 4 километрах к юго-западу от острова Хлебного.
- Остров Корга — совсем небольшой, не более 200 метров в длину, остров в 3,5 километрах к югу от острова Хитрого.
- Острова Краснофлотские — группа из четырёх крупных и трёх малых островов в 3,5 километрах от острова Корги. Тянутся с севера на юг. Самый северный из них — безымянный остров у берегов острова Большого находится на расстоянии 15 километров к северу от острова Октябрьской Революции, самый южный — остров Гребень — в 30 километрах.
- Остров Базар — Небольшой вытянутый остров длиной 800 метров в 3,5 километрах к югу от острова Октябрьской Революции между мысами Начальным и Свердлова.
- Острова Оленьи — четыре довольно крупных острова к югу от мыса Начального. Самый северный — в 800 метрах от побережья острова Октябрьской Революции, самый южный — в 4 километрах. Длина островов 1,4-2,5 километра.
- Остров Самойловича — узкий вытянутый скалистый остров в 40 километрах к западу от юго-западного окончания острова Октябрьской Революции. Имеет 14 километров в длину и всего 1,4 километра в ширину.
- Остров Плавниковый — малый остров у восточного окончания острова Самойловича.
- Остров Обманный — округлый остров диаметром почти два километра в 400 метрах к юго-западу от полуострова Жилого в западной части острова Октябрьской Революции.
- Остров Базовый — небольшой остров длиной около 850 метров в 1,5 километрах к северо-западу от острова Обманного.
- Остров Забор — остров длиной около километра на входе в залив Узкий в 700 метрах к северо-западу от полуострова Жилого.
- Остров Близкий — вытянутый остров в 400 метрах к юго-западу от побережья острова Октябрьской Революции, в восточной части залива Узкого.
- Остров Пустой — пологий остров длиной 1,3 километра в северной части залива Узкого.
- Острова Колосова — два небольших острова в 1,5 километрах к востоку от мыса Свидетель (полуострове Парижской коммуны).
- Архипелаг Седова — группа из шести крупных и нескольких малых островов. Растянуты с северо-запада на юго-восток на расстоянии 53 километров. Ближайший из них к острову Октябрьской Революции — Остров Восточный находится на расстоянии 5,2 километра от полуострова Парижской коммуны.
- Остров Коммунар — неровной формы остров длиной порядка 750 метров в нескольких метрах от мыса Фурманова (полуострове Марсельезы).
- Остров Потерянный — овальный остров длиной 1,2 километра. Расположен в 900 метрах к западу от острова Октябрьской Революции между мысами Советским и Октябрьским.
- Остров Круглый — меньший остров островов Известняковых. Лежит в 450 метрах от острова Октябрьской Революции между мысами Октябрьским и Старым.
- Остров Открытый — остров длиной 2,3 километра, прилегающий к западному берегу полуострова Гусиного в северо-западной части острова Октябрьской Революции.
- Остров Чёрный — небольшой, около 1,2 километра в длину, остров на входе в бухту Сквозную в северо-восточной части полуострова Гусиного.

## Палеонтология
На острове обнаружены ископаемые чешуйки телодонтов. Stroinolepis maenniki описан по материалу из отложений реки Стройная (в честь которой животному дано название) среднего и позднего ордовика. Loganellia grossi, Paralogania consimilis, Thelodus calvus и Shielia multispinata обнаружены в более молодых отложениях венлокской эпохи силурийского периода. С острова также известны конодонты. Aphelognathus sp. характерен для среднего-верхнего ордовика, а представители родов Panderodus и Ozarkodina найдены в рудданском ярусе нижнего силура.

## Флора и фауна
Непокрытые льдом области острова имеют бедную растительность, всего 5 % свободной ото льда площади занимает арктическая тундра, остальная территория острова — глинисто-щебёночая полярная пустыня с редкими каменистыми россыпями. Растительность представлена в первую очередь мхами и лишайниками.
Фауна острова представлена северными оленями, белыми медведями, встречаются лемминги и песцы. На северном и восточном побережье — птичьи базары. Из птиц — чистики, чайки и пуночки. В прибрежных зонах — лежбища моржей.

## История
Остров впервые исследован и нанесён на карту экспедицией Г. А. Ушакова и Н. Н. Урванцева в 1930—1932 годах. В 1935 году в юго-восточной части острова была основана полярная станция Мыс Оловянный, первым начальником которой был Э. Т. Кренкель. В 1950 году на острове проводились метеорологические, снегомерные и гляциологические работы сотрудниками Арктического института, а в 1974 году тем же институтом на вершине купола ледника Вавилова была построена научно-исследовательская станция Купол Вавилова.

### Попытка переименования
1 декабря 2006 года на пленарном заседании окружной Думы Таймырского округа было принято постановление, согласно которому предлагалось возвратить архипелагу Северная Земля прежнее название — Земля Императора Николая II и переименовать ряд островов архипелага. Остров Октябрьской Революции предлагалось назвать островом Святой Александры. Однако с 1 января 2007 года Таймырский округ утратил права субъекта Российской Федерации, став одним из районов Красноярского края, что привело к рассмотрению вопроса о переименовании архипелага краевым Законодательным собранием, которое не поддержало эту инициативу.